# Matbanken på Åland
Matbanken på Åland är en förening som delar ut mat och hygienartiklar till ekonomiskt utsatta på Åland. De hjälpbehövande finns inom flera samhällsgrupper så som exempelvis äldre, långtidssjuka, studerande och ekonomiskt utsatta barnfamiljer. Matbanken verkar enligt konceptet om Cirkulär ekonomi - lokala bolag skänker produkter som annars skulle ha kasserats eller destruerats till Matbanken som sedan fördelar dem vidare till personer som har det ekonomiskt ansträngt. Liknande projekt har testats på andra orter. Matbanken på Åland verkar således inte enbart som en social institution utan även som en del av en hållbar utveckling.

## Verksamhet
Varorna som delas ut kommer till största delen från lokala matbutiker som skänker mat och andra varor med kort datum till föreningen. Föreningen har en deltidsanställd koordinator men hämtning och utdelning av varor utförs nästan enbart av frivilligarbetare. Utöver matvaror så distribuerar Matbanken även hygienartiklar.
Inför julen 2018 delade Matbanken på Åland ut närmare 150 julklappar till åländska barn. 2019 beslutade föreningen att inte dela ut julklappar eftersom trycket var för stort.

## Historia
Matbanken på Åland startades våren 2010 som ett samarbete mellan Mariehamns församling, Rädda Barnen, Missionskyrkan i Finland, Pingstkyrkan och Socialmissionen. Alla organisationer hade var för sig konstaterat att det på Åland finns familjer och ensamma, som är i behov av mer hjälp i form av t.ex. matkassar. Samtidigt skrev de lokala tidningarna om det stora svinnet i butikerna.
Den första april 2017 flyttade Matbanken till nya utrymmen i Västernäs  i södra Mariehamn, till den lokal som tidigare bland annat inhyst Ålandsbankens lokalkontor. Detta eftersom verksamheten då hade ökat kraftigt under de fyra år man funnits på Storagatan och utrymmena där har blivit för trånga.

## Finansiering
Matbanken samarbetar bland annat med Rädda Barnen, Missionskyrkan i Finland, Pingstkyrkan och Socialmissionen.
Insamlingen från 2019 års upplaga av SteelFMhjälpen gick oavkortat till Matbanken på Åland och dess verksamhet. Insamlingen resulterade i 61.597 euro.
Posten på Åland gav 2019 ut julmärken där överskottet delades mellan Matbanken på Åland och Katthjälpen.